# Fontaine-Uterte
Fontaine-Uterte és un municipi francès del departament de l'Aisne, als Alts de França.
Forma part de la Communauté de communes du Pays du Vermandois.

## Administració
Des del 2008, l'alcalde és Philippe Loyeux (de l'UMP).

## Demografia
- 1962: 168 habitants.
- 1975: 205 habitants
- 1990: 135 habitants.
- 1999: 119 habitants.
- 2007: 111 habitants.
- 2008: 117 habitants.[1]